# Navalperal (stacja kolejowa)
Navalperal (hiszp. Estación de Navalperal) – stacja kolejowa w miejscowości Navalperal de Pinares, w Prowincji Ávila, we wspólnocie autonomicznej Kastylia i León, w Hiszpanii.
Obsługuje połączenia średniego dystansu Renfe.

## Położenie stacji
Znajduje się na km 88,5 linii Madryt – Hendaye, na wysokości 1279 m n.p.m..

## Historia
Stacja została otwarta 1 lipca 1863 wraz z otwarciem odcinka Ávila – El Escorial linii Madryt – Hendaye. Linię zbudowała Compañía de los Caminos de Hierro del Norte de España. W 1941 w wyniku nacjonalizacji hiszpańskiej kolei, stała się częścią RENFE.
Od 31 grudnia 2004 Renfe Operadora zarządza liniami, a Adif jest właścicielem obiektów kolejowych.

## Linie kolejowe
- Madryt – Hendaye